# André Génovès
André Génovès (* 1941 in Paris; † 1. Februar 2012 in Thoiry, Département Yvelines) war ein französischer Filmproduzent und Regisseur.

## Leben und Karriere
Génovès, 1941 in Paris geboren, begann im Jahr 1967 als Filmproduzent und war an über 30 Filmen beteiligt. Er produzierte alle Themen und Genres: Krimis, Dramen und Komödien. Am häufigsten produzierte er Filme von Claude Chabrol, die beiden brachten es zusammen auf 11 gemeinsame Filme. Darunter Klassiker wie Das Biest muß sterben, Die untreue Frau, Der Schlachter oder Die Unschuldigen mit den schmutzigen Händen.
Darüber hinaus gab es Kollaborationen mit anderen Regisseuren wie André Téchiné bei seinem Film Barocco mit Isabelle Adjani und Gérard Depardieu, Claude Sautets Mado oder Pierre Granier-Deferres "Jet Set" mit Alain Delon in der Hauptrolle. Génovès unterstützte auch die Beteiligung an ausländischen Filmproduktionen wie Terence Youngs "Le guerriere dal seno nudo", sofern ihn die Thematik interessierte.
In den 80er Jahren betätigte er sich auch selbst als Drehbuchautor, Regisseur und Darsteller und brachte im Jahr 1981 den Film Ein Slip auf Trip (Les Folies d’Élodie) und 1984 Mesrine mit Nicolas Silberg heraus.
André Génovès verstarb am 1. Februar 2012 im Alter von 70 Jahren.